# Лютинка (Костанайская область)
Лютинка (каз. Лютин) — упразднённое село в Мендыкаринском районе Костанайской области Казахстана. Ликвидировано в 2012 году. С середины ХХ века и до своего упразднения село входило в состав Ломоносовского сельского округа. Код КАТО — 395653400. До 1930-х годов входило в Каменско-Белоярскую волость.

## Население
В 1999 году население села составляло 198 человек (101 мужчина и 97 женщин). По данным переписи 2009 года, в селе проживало 66 человек (36 мужчин и 30 женщин). По данным переписи 2021 года, в селе проживал 1 человек (1 мужчина и 0 женщин).